# Natechnikum

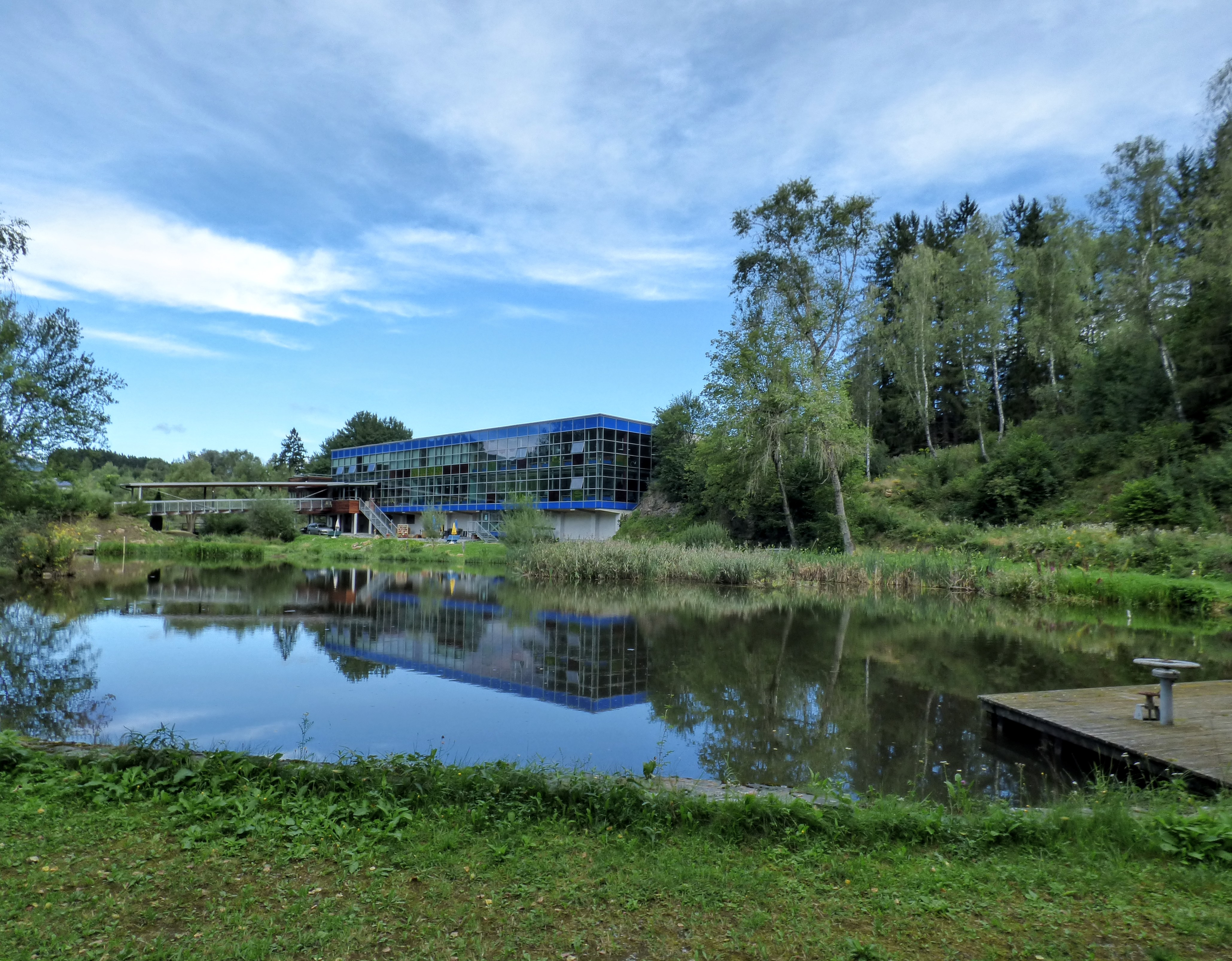
Natechnikum-Ausstellungsgebäude am ehemaligen Stadlober Teich

Das Natechnikum ist ein Museum in Neumarkt in der Steiermark. Die Ausstellung unter dem Motto „Haus der Vielfalt“ reicht von eisenzeitlichen Ausgrabungsfunden aus der Region über nachgestellte Ausschnitte aus dem Leben im Österreich des frühen 20. Jahrhunderts bis hin zu Old- und Youngtimern, Motorrädern und Fahrrädern.

## Museum
Das Natechnikum liegt im Ortsteil Stadlob der ehemaligen Gemeinde Mariahof (seit der Gemeindefusion im Jahr 2015 Teil der Gemeinde Neumarkt in der Steiermark). Es eröffnete im Jahr 2015 erstmals mit einer stark auf Motorfahrzeuge des 20. Jahrhunderts fokussierten Ausstellung. Nach zwei Jahren wurde der Museumsbetrieb für Umbauarbeiten vorübergehend eingestellt. Dies war nötig, um die mit der Aufnahme der Sammlung des ehemaligen Museums Altenmarkt verbundene Restrukturierung der Ausstellung durchzuführen. In diesem Zeitraum erfolgte auch der Konzeptwechsel von Kraftfahrzeugen hin zum „Haus der Vielfalt“. Der Plan bestand darin, Besuchern eine Kombination aus Technik (innen) und Natur (außen) zu bieten. Auf Anweisung der Behörde musste jedoch im Jahr 2019 der über 100 Jahre alte Fischteich, der das Kernstück der Außenanlage bildete, geleert und das mühsam aufgebaute Biotop zerstört werden. Dies führte auch zur Verlegung des geplanten Neueröffnungsdatums von Saisonbeginn 2019 in den Sommer des Jahres.

## Sammlung
Die Ausstellungsstücke der Sammlung stammen zum Großteil aus dem Bestand des ehemaligen Museums Altenmarkt unter Führung von Manfred Glettler, dem Privatbestand des Besitzers und Leihgaben mehrerer Privater. Sie kann grob in Themenbereiche unterteilt werden:

### Autos
Im Museum sind viele Autos aus der Zeit vom späten 19. Jahrhundert bis in die 2000er ausgestellt. Neben Sammlerstücken wie dem Mercedes 190 SL und dem Weltmeisterkäfer bilden auch Unikate wie ein 200 PS starker Smart Fortwo Teil der Sammlung.

### Motorräder
Das Natechnikum verfügt über eine große Anzahl an Motorrädern aus dem späten 20. Jahrhundert. Hier liegt der Fokus vor allem auf heute nicht mehr erhältlichen Marken wie Miele und Puch, diese werden durch Maschinen von überlebenden wie Ducati und Harley-Davidson ergänzt.

### Fahrräder
Neben den Motorrädern beinhaltet die Zweiradabteilung des Museums auch eine große Sammlung alter Fahrräder, vom Hochrad über Militärfahrräder bis zum Rennrad der 80er.

### Kutschen
Auch Kutschen und Schlitten sind Teil der Ausstellung.

### Landmaschinen
Neben alten Traktoren der Marken Steyr und Porsche Diesel beinhaltet dieser Ausstellungsteil vor allem traktorgetriebenes Arbeitsgerät aus der Nachkriegszeit. Die von Dreschmaschinen bis zu Schleifständen reichende Auswahl zeigt den Einfallsreichtum der Bauern im Angesicht der Ressourcenknappheit der Zeit auf.

### Nachbildungen
Im Museum verteilt finden sich Nachstellungen verschiedener Lebens- und Arbeitsräume, von der Autowerkstatt über eine Bauernstube und Nähkammer bis hin zu einem Krämerladen und einer Arztpraxis. Diese sollen die Lebensweise im Österreich der Vor- und Nachkriegszeit veranschaulichen.

### Haushaltselektronik
Auch die Haushaltselektronik des 20. Jahrhunderts hat im Museum ihren Platz. Von Fernsehern und Radios bis zu Staubsaugern und Nähmaschinen sind unzählige Gerätschaften vertreten.

### Archäologische Fundstücke
Ein eigener Teil der Ausstellung ist Fundstücken aus der Eisenzeit und der Antike gewidmet. Den Besuchern wird hier ein Überblick über die Geschichte der Region geboten. Neben römischen Münzen und allerlei Werkzeugen und Waffen kann man auch Raritäten wie einen Helm aus der Eisenzeit bestaunen.

## Geschichte
Das Natechnikum befindet sich im ehemaligen Vivarium Mariahof. Dieses war als zentrales Informations- und Erlebniszentrum für den Naturpark Zirbitzkogel-Grebenzen geplant, musste jedoch nach finanziellen Fehlplanungen im Jahr 2011 schließen. Im Jahr 2012 wurde das Grundstück inklusive Gebäude und angrenzendem Erlebnisspielplatz von der „Vivarium Touristik AG“ erworben, die es zum heutigen Natechnikum umwandelte.